# Austrotinodes fuscomarginatus
Austrotinodes fuscomarginatus is een schietmot uit de
familie Ecnomidae. De soort komt voor in het Neotropisch gebied.